# Lam Lê
Lam Lê, né en 1948 à Hải Phòng, est un réalisateur naturalisé  français et d’origine vietnamien.

## Biographie
Né en 1948, Lam Lê quitte son pays natal avec sa famille en 1954, à la suite de la guerre d'Indochine. Après des études en classes préparatoires scientifiques, il rate ses concours d’entrée aux grandes écoles d’ingénieur. Il se reconvertit en intégrant l'École des beaux-arts de Paris contre l’avis de son père et  débute au cinéma comme storyboardiste puis comme assistant-réalisateur, travaillant sur des films comme Garde à vue, de Claude Miller. 
Après un court-métrage en 1980, Rencontre des nuages et du dragon, il tourne en 1983 son premier long-métrage, Poussière d'empire, dans lequel il revient sur la période coloniale. Le film est  remarqué à sa sortie, mais ses projets suivants - notamment une adaptation de La Marque jaune - ne voient pas le jour. Il se reconvertit alors dans le film publicitaire, domaine dans lequel il devient  réalisateur afin de pouvoir payer les fins de mois,.
En 2004, plus de vingt ans après Poussière d'empire, il entame le tournage de son second long-métrage, Vingt nuits et un jour de pluie qui sera un échec.  
En 2013, il signe Công Binh, la longue nuit indochinoise, un film documentaire sur les travailleurs indochinois réquisitionnés de force pour travailler en France pendant la Seconde Guerre mondiale, primé au Festival International du Film d'Histoire de Pessac  et au Festival international du film d'Amiens. Il s’appuie sur le travail du journaliste Pierre Daum sans toutefois le créditer. Il entretient des contacts compliqués et parfois polémiques avec la communauté d’anciens travailleur d indochinois et leurs descendants, certains dénonçant un opportunisme cynique de sa part alors qu’il est sympathisant communiste auprès des autorités vietnamiennes.  

## Filmographie
- 1983 :  Poussière d'empire
- 2006 : Vingt nuits et un jour de pluie
- 2013 : Công Binh, la longue nuit indochinoise